# Ischemie mozku
Ischemie mozku (také mozková či cerebrální ischemie) je porucha prokrvení mozku, kvůli tomu má orgán nedostatek kyslíku a postupně odumírá. Děje se tak nejčastěji při ucpání tepny vedoucí právě k mozku.

## Příznaky
Ischemie mozku se nejčastěji projevuje - slabostí až ochrnutím končetin nebo poloviny těla, poruchou citlivosti poloviny obličeje, končetin či poloviny těla, poruchou symbolických funkcí, náhle vzniklou nevysvětlitelnou závratí nebo náhlým pádem.

## Léčba
Léčba ischemie mozku musí být co nejrychlejší, aby se zabránilo většímu poškození tohoto orgánu.
Za prvé je nutné pacienta důkladně vyšetřit. Nejčastěji je to CT, magnetické resonance nebo neurosonologické vyšetření mozkových tepen. Následně se podávají trombolytika, tedy léky, které umí rozpustit již vzniklou krevní sraženinu uvnitř ucpané cévy.

## Počty ročních případů (ČR)
V České republice se počty případů za rok odhadují asi na 30-40 na 100 000 obyvatel.